# Fowler (Kansas)
Fowler – miasto w Stanach Zjednoczonych, w stanie Kansas, w hrabstwie Meade.